# Aeroporto di Villavicencio - Vanguardia
L'aeroporto Vanguardia (ICAO: SKVV - IATA: VVC) è un aeroporto civile situato al limitare nord della città di Villavicencio, in Colombia, a circa 6 km dal centro città.
Inaugurato nel 1949, è dotato di una pista in asfalto lunga 1940 m e larga 30 m, l'altitudine è di 421 m, accoglie voli regolari di linea e cargo da altre località della Colombia ed è aperto al traffico privato.